# هالف‌وی هاوس (پنسیلوانیا)
هالف‌وی هاوس (به انگلیسی: Halfway House) یک منطقهٔ مسکونی در ایالات متحده آمریکا است که در پنسیلوانیا واقع شده‌است. هالف‌وی هاوس ۲٬۸۸۱ نفر جمعیت دارد.